# Elena Avdekova
Elena Avdekova (în rusă Елена Авдекова; n. 7 ianuarie 1989) este o handbalistă din Rusia care joacă pentru CS Minaur Baia Mare și echipa națională a Rusiei.

## Palmares
- Superliga Rusă de Handbal:
  -  Câștigătoare: 2009, 2010, 2011, 2012, 2013, 2014, 2015
  -  Medalie de argint: 2016

- Liga Campionilor:
  - Sfertfinalistă: 2016

- Cupa Cupelor:
  - Semifinalistă: 2012
  - Sfertfinalistă: 2013

- Cupa EHF:
  -  Câștigătoare: 2008
  -  Finalistă: 2015
  - Semifinalistă: 2009
  - Sfertfinalistă: 2014

- Trofeul Campionilor:
  - Semifinalistă: 2008